# 柴永生
柴永生，中华人民共和国政治人物、全国脱贫攻坚先进个人。

## 生平
柴永生任天水市秦州区医疗保障局党组书记、局长。因在脱贫攻坚战中作出突出贡献，2021年2月25日全国脱贫攻坚总结表彰大会上，柴永生被授予“全国脱贫攻坚先进个人”。